# Kris Stadsgaard
Kris Stadsgaard (Copenhague, Dinamarca, 1 de agosto de 1985) es un exfutbolista de Dinamarca. Mide 1’85 metros y pesa 82 kilos. Ocupa la demarcación de central diestro, si bien puede actuar tanto en el perfil derecho como en el izquierdo de la zaga. Defensa con buena salida de balón, eficiente en la marca y los cruces y con buen juego aéreo. Formado en su país de nacimiento, tuvo una etapa efímera en la liga italiana en las filas de la Reggina, y posteriormente estuvo dos campañas en el Rosenborg noruego antes de firmar por el Málaga CF de la Primera División de España. Actualmente milita en el F.C. Copenhagen. Su gran ídolo futbolístico es el también central Alessandro Nesta, uno de los mejores defensas italianos de los últimos años.
Su primera temporada como integrante de la primera plantilla del Málaga CF fue en la Primera División 2010/11. Disputó un total de 25 partidos, 23 de ellos como titular, con 2.100 minutos jugados y formando dupla habitual en el centro de la zaga con el brasileño Weligton. Debutó como malaguista el 12 de septiembre de 2010, en la gran victoria del Málaga ante el Zaragoza en La Romareda por 3-5. Marcó un gol en toda la campaña, contra el Real Madrid de Mourinho en La Rosaleda.
Su compatriota y compañero en el Málaga, Patrick Mtiliga, es uno de sus mejores amigos en el mundo del fútbol. Su lugar de residencia en la Costa del Sol está ubicada en la zona del Higuerón. A Kris le gusta leer y desde su llegada a España se mostró muy interesado en aprender y mejorar el idioma, hablándolo de manera muy correcta en poco tiempo. En una entrevista para el canal de televisión temático ‘Málaga C.F.-Televisión’, afirmó que le gustan “la pizza y la pasta, pero no el pescado. Me gusta también el balonmano, veo la televisión y descanso mucho”. Además, resaltó que cuando deje la práctica futbolística, “me gustaría ser Director Deportivo, pero no me gustaría ser entrenador y sí viajar mucho”.
El 23 de enero de 2012, se desvincula del Málaga CF y probaría suerte fuera de España.
Se retiró en 2016.

## Historial
- Internacional absoluto con Dinamarca (debut el 12 de agosto de 2009) y Sub-21
- Campeón de Liga Noruega de Fútbol con el Rosenborg (2009/10)
- Jugó en la Serie A (Italia) en las filas de la Reggina (2007/08)
- Ha jugado 8 partidos de la UEFA Champions League con el Rosenborg
- Participó en el torneo internacional de Brunete en el año 2001 con el Rosenborg alevín.[cita requerida]
- Michael Laudrup fue su mentor personal y le recomendo encarecidamente su fichaje por el Dundee United, aunque al final se truncó su fichaje debido a la llegada de las jóvenes promesas españolas.[cita requerida]

## Trayectoria con la selección de Dinamarca
En 2005 jugó dos partidos para el equipo de Dinamarca sub-21.
El 12 de agosto de 2009 debutó en la selección de fútbol de Dinamarca contra Chile.

## Clubes
| Club                  | País      | Año       | Partidos | Goles |
| --------------------- | --------- | --------- | -------- | ----- |
| FC Nordsjælland       | Dinamarca | 2003-2007 | 41       | 0     |
| Reggina Calcio        | Italia    | 2007-2008 | 5        | 0     |
| Rosenborg Ballklub    | Noruega   | 2008-2010 | 55       | 0     |
| Málaga Club de Fútbol | España    | 2010-2012 | 21       | 1     |
| F.C. Copenhague       | Dinamarca | 2012-2016 | 15       | 0     |

## Palmarés
| Título      | Club      | País    | Año  |
| ----------- | --------- | ------- | ---- |
| Tippeligaen | Rosenborg | Noruega | 2009 |